# Mistrzostwa Świata 2014 w League of Legends
Mistrzostwa Świata 2014 w League of Legends – czwarta edycja e-sportowych Mistrzostw Świata w League of Legends, która odbyła się w Tajwanie, Singapurze oraz Korei Południowej.
Drużyna Samsung Galaxy White pokonała 3:1, chińską drużynę Star Horn Royal Club. Było to pierwsze zwycięstwo organizacji Samsung, oraz drugie dla Korei Południowej.

## Zakwalifikowane drużyny
W mistrzostwach wzięło udział 16 drużyn: 14 z 5 najważniejszych lig na świecie, oraz dwie dzikie karty.
| Region                            | Region                            | Liga          | Liga          | Pula | Drużyna              | ID  |
| --------------------------------- | --------------------------------- | ------------- | ------------- | ---- | -------------------- | --- |
| Korea Południowa                  | Korea Południowa                  | The Champions | The Champions | 1    | Samsung Galaxy Blue  | SSB |
| Korea Południowa                  | Korea Południowa                  | The Champions | The Champions | 2    | Samsung Galaxy White | SSW |
| Korea Południowa                  | Korea Południowa                  | The Champions | The Champions | 2    | NaJin White Shield   | NWS |
| Chiny                             | Chiny                             | LPL           | LPL           | 1    | EDward Gaming        | EDG |
| Chiny                             | Chiny                             | LPL           | LPL           | 2    | Star Horn Royal Club | SHR |
| Chiny                             | Chiny                             | LPL           | LPL           | 2    | OMG                  | OMG |
| Europa                            | Europa                            | EU LCS        | EU LCS        | 1    | Alliance             | ALL |
| Europa                            | Europa                            | EU LCS        | EU LCS        | 2    | Fnatic               | FNC |
| Europa                            | Europa                            | EU LCS        | EU LCS        | 3    | SK Gaming            | SK  |
| Ameryka Północna                  | Ameryka Północna                  | NA LCS        | NA LCS        | 1    | Team SoloMid         | TSM |
| Ameryka Północna                  | Ameryka Północna                  | NA LCS        | NA LCS        | 2    | Cloud9               | C9  |
| Ameryka Północna                  | Ameryka Północna                  | NA LCS        | NA LCS        | 3    | LMQ                  | LMQ |
| Tajwan, Hong Kong, Makau, Oceania | Tajwan, Hong Kong, Makau, Oceania | GPL           | GPL           | 2    | Taipei Assassins     | TPA |
| Tajwan, Hong Kong, Makau, Oceania | Tajwan, Hong Kong, Makau, Oceania | GPL           | GPL           | 2    | ahq e-Sports Club    | AHQ |
| Dzikie karty                      | Brazylia                          | CBLol         | IWCT          | 3    | KaBuM! e-Sports      | KBM |
| Dzikie karty                      | Turcja                            | TCL           | IWCT          | 3    | Dark Passage         | DP  |

## Faza grupowa
W fazie grupowej wystąpiło 16 drużyn, które zostały podzielone na 4 grupy. Drużyny zagrały systemem każdy z każdym do 1 wygranej mapy. 2 najlepsze drużyny każdej grupy awansowały do fazy pucharowej. Mecze zostały rozegrane w National Taiwan University Sports Center w Tajpej oraz Singapore EXPO w Singapurze.

### Grupa A
| Drużyna          | W | P |
| ---------------- | - | - |
| Samsung White    | 6 | 0 |
| EDward Gaming    | 3 | 3 |
| ahq eSports Club | 3 | 3 |
| Dark Passage     | 0 | 6 |

### Grupa B
| Drużyna              | W | P |
| -------------------- | - | - |
| Star Horn Royal Club | 5 | 1 |
| Team SoloMid         | 4 | 2 |
| SK Gaming            | 2 | 4 |
| Taipei Assas         | 1 | 5 |

### Grupa C
| Drużyna      | W | P |
| ------------ | - | - |
| Samsung Blue | 5 | 1 |
| Oh My God    | 3 | 3 |
| Fnatic       | 2 | 4 |
| LMQ          | 1 | 5 |

### Grupa D
| Drużyna            | W | P |
| ------------------ | - | - |
| NaJin White Shield | 4 | 2 |
| Cloud9             | 4 | 2 |
| Alliance           | 3 | 3 |
| KaBuM! e-Sports    | 1 | 5 |

## Faza Pucharowa
|  |                              |                      |                             |                             |   |                      |                             |          |  |  |       |       |       |
|  | Ćwierćfinał                  | Ćwierćfinał          | Ćwierćfinał                 |                             |   | Półfinał             | Półfinał                    | Półfinał |  |  | Finał | Finał | Finał |
|  | Ćwierćfinał                  | Ćwierćfinał          | Ćwierćfinał                 |                             |   | Półfinał             | Półfinał                    | Półfinał |  |  | Finał | Finał | Finał |
|  | 03 października 2014 - Busan |                      |                             |                             |   |                      |                             |          |  |  |       |       |       |
|  |                              |                      |                             |                             |   |                      |                             |          |  |  |       |       |       |
|  | Samsung White                | Samsung White        | 3                           |                             |   |                      |                             |          |  |  |       |       |       |
|  | Samsung White                | Samsung White        | 3                           | 11 października 2014 - Seul |   |                      |                             |          |  |  |       |       |       |
|  | Team SoloMid                 | Team SoloMid         | 1                           |                             |   |                      |                             |          |  |  |       |       |       |
|  | Team SoloMid                 | Team SoloMid         | 1                           |                             |   | Samsung Blue         | Samsung Blue                | 0        |  |  |       |       |       |
|  | 04 października 2014 - Busan |                      |                             |                             |   | Samsung Blue         | Samsung Blue                | 0        |  |  |       |       |       |
|  |                              |                      | Samsung White               | Samsung White               | 3 |                      |                             |          |  |  |       |       |       |
|  | Samsung Blue                 | Samsung Blue         | Samsung White               | Samsung White               | 3 | 3                    |                             |          |  |  |       |       |       |
|  | Samsung Blue                 | Samsung Blue         |                             |                             |   | 3                    | 19 października 2014 – Seul |          |  |  |       |       |       |
|  | Cloud9                       | Cloud9               | 1                           |                             |   |                      |                             |          |  |  |       |       |       |
|  | Cloud9                       | Cloud9               | 1                           |                             |   | Samsung White        | Samsung White               | 3        |  |  |       |       |       |
|  | 05 października 2014 - Busan |                      |                             |                             |   | Samsung White        | Samsung White               | 3        |  |  |       |       |       |
|  |                              |                      | Star Horn Royal Club        | Star Horn Royal Club        | 1 |                      |                             |          |  |  |       |       |       |
|  | Star Horn Royal Club         | Star Horn Royal Club | Star Horn Royal Club        | Star Horn Royal Club        | 1 | 3                    |                             |          |  |  |       |       |       |
|  | Star Horn Royal Club         | Star Horn Royal Club | 12 października 2014 – Seul |                             |   | 3                    |                             |          |  |  |       |       |       |
|  | EDward Garming               | EDward Garming       | 2                           |                             |   |                      |                             |          |  |  |       |       |       |
|  | EDward Garming               | EDward Garming       | 2                           |                             |   | Star Horn Royal Club | Star Horn Royal Club        | 3        |  |  |       |       |       |
|  | 06 października 2014 - Busan |                      |                             |                             |   | Star Horn Royal Club | Star Horn Royal Club        | 3        |  |  |       |       |       |
|  |                              |                      | Oh My God                   | Oh My God                   | 2 |                      |                             |          |  |  |       |       |       |
|  | ⁠NaJin White Shield           | ⁠NaJin White Shield   | Oh My God                   | Oh My God                   | 2 | 0                    |                             |          |  |  |       |       |       |
|  | ⁠NaJin White Shield           | ⁠NaJin White Shield   |                             |                             |   |                      |                             |          |  |  |       |       |       |
|  | Oh My God                    | Oh My God            | 3                           |                             |   |                      |                             |          |  |  |       |       |       |
|  | Oh My God                    | Oh My God            | 3                           |                             |   |                      |                             |          |  |  |       |       |       |

Źródło. Najlepsza czwórka:
| Miejsce | Zespół               | Gracze                    | Gracze               | Gracze              | Gracze               | Gracze                  | Nagrody pieniężne |
| Miejsce | Zespół               | Top                       | Dżungla              | Środek              | ADC                  | Wsparcie                | Nagrody pieniężne |
| ------- | -------------------- | ------------------------- | -------------------- | ------------------- | -------------------- | ----------------------- | ----------------- |
| 1       | Samsung White        | Looper (Jang Hyeong-seok) | DanDy (Choi In-kyu)  | PawN (Heo Won-seok) | imp (Gu Seung-bin)   | Mata (Cho Se-hyeong)    | 1,000,000 $       |
| 2       | Star Horn Royal Club | Cola (Jiang Nan)          | inSec (Choi In-seok) | corn (Lei Wen)      | Uzi (Jian Zihao)     | Zero (Yoon Kyeong-seop) | 250,000 $         |
| 3-4     | OMG                  | Gogoing (Gao Diping)      | LoveLing (Yin Le)    | cool (Yu Jiajun)    | san (Guo Junliang)   | Cloud (Hu Zhenwei)      | 150,000 $         |
| 3-4     | Samsung Blue         | Acorn (Choi Cheon-ju)     | Spirit (Lee Da-yoon) | dade (Bae Eo-jin)   | Deft (Kim Hyeok-kyu) | Heart (Lee Gwan-hyeong) | 150,000 $         |

## Nagrody
Członkowie zwycięskiej drużyny podnieśli Puchar Przywoływacza, zdobywając tytuł Mistrzów Świata League of Legends 2014. Oprócz tego zdobyli nagrodę pieniężną w wysokości 1 miliona dolarów. Gracz Cho "Mata" Se-hyeong ze zwycięskiej drużyny został wybrany najlepszym graczem turnieju.